# Transavia France
Transavia France S.A.S., también conocida como Transavia.com France o Transavia France, es una aerolínea de bajo costo francesa con sede en Paray-Vieille-Poste, opera como una parte independiente del grupo Air France-KLM. Su base principal es el aeropuerto de París-Orly. Transavia.com opera principalmente servicios regulares y chárter a destinos de ocio.

## Historia
La aerolínea fue fundada en noviembre de 2006 y comenzó sus operaciones en mayo de 2007. A partir de enero de 2013, el CEO es Antoine Pussiau.

## Flota

### Flota Actual

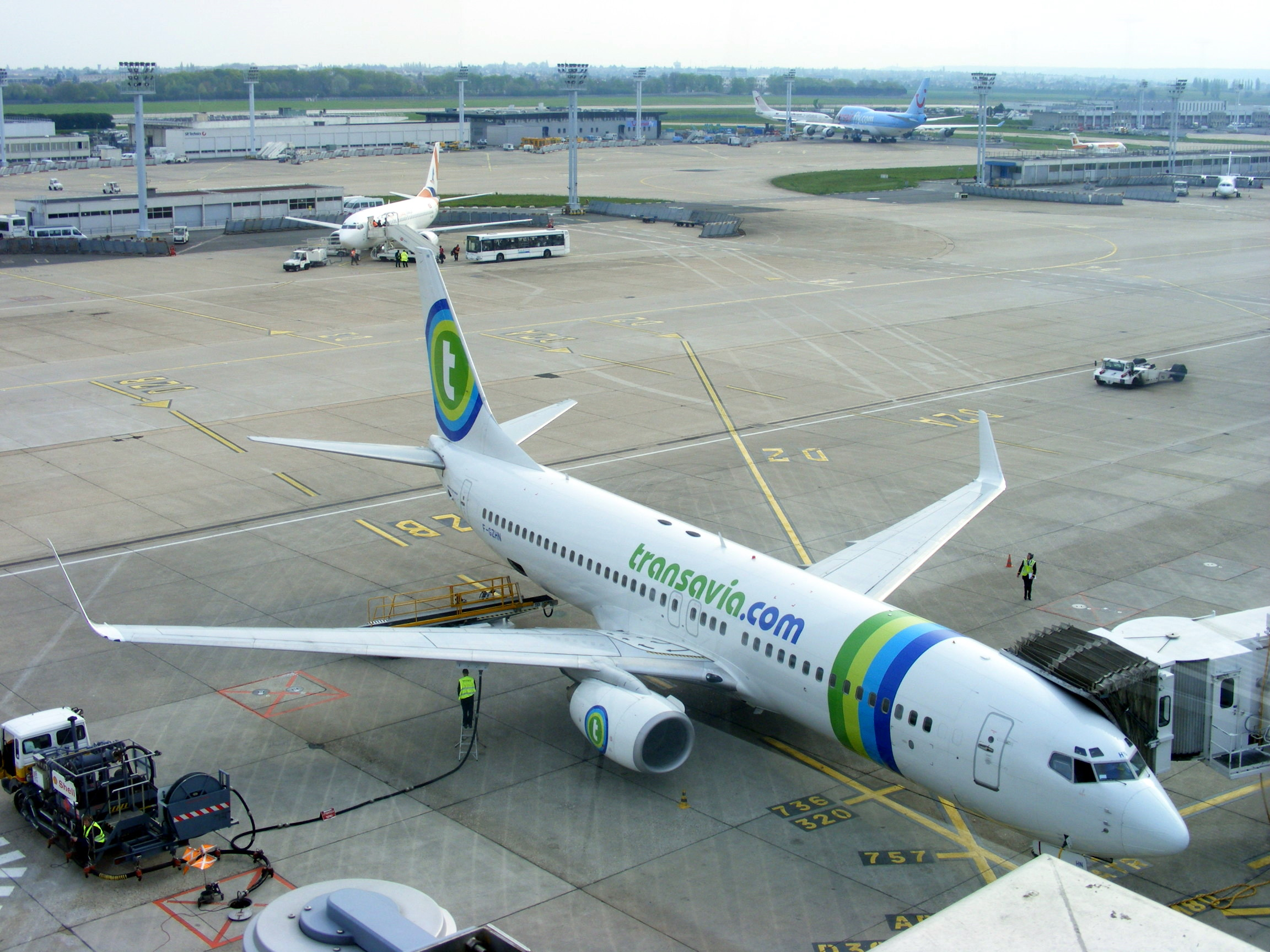
Boeing 737-800 de Transavia France en el aeropuerto de París-Orly

La flota de Transavia.com France se compone de las siguientes aeronaves (septiembre de 2024):
En septiembre de 2024, la edad media de la flota de Transavia.com era de 10,4 años.